# Marie Dosé
Marie Dosé, née en 1974 à Essey-lès-Nancy (Meurthe-et-Moselle), est une avocate française spécialisée dans les affaires pénales. Elle est inscrite au barreau de Paris.

## Biographie

### Famille
Originaire de Lorraine, Marie Dosé est née à Essey-lès-Nancy (Meurthe-et-Moselle) et a grandi à Commercy (Meuse). Elle est la fille de l'homme politique François Dosé, longtemps député-maire de Commercy, et de son épouse, Nicole. Elle a une sœur jumelle et un frère aîné.

### Formation
Étudiante à la faculté de droit de Nancy, elle accomplit ensuite son 3e cycle universitaire en droit public à Paris 1 Panthéon-Sorbonne avant d’intégrer l’École de formation du barreau de Paris. Élève avocate, elle effectue son stage au cabinet d’Henri Leclerc puis devient la collaboratrice de Michel Konitz, avant de fonder son propre cabinet en 2005.

### Carrière d'avocate
Marie Dosé est partie prenante dans des affaires à fort retentissement médiatique, telles que l'attentat de Karachi, l'affaire Robert Boulin, l'affaire Sophie Toscan du Plantier ou l’affaire de Tarnac. 
Elle est intervenue dans de nombreux dossiers à dimensions politiques (pour Greenpeace, notamment contre Électricité de France (EDF),, assignations à résidence avant la COP 21 dans le contexte de l'état d’urgence) ou ayant trait au terrorisme (vol Malaysia Airlines 370, plainte de l’ONG Sherpa contre Lafarge SA du chef de complicité de crimes contre l’humanité, attentats de janvier 2015 en France, enlèvement et assassinat au Mali des journalistes Ghislaine Dupont et Claude Verlon, rapatriement de femmes françaises parties en Syrie entre 2012 et 2015).
Elle intervient aussi bien en défense (Riahd B. c/ l’écrivain Édouard Louis) qu’en partie civile (l’éditeur Christophe Lucquin c/ Christine Angot, tentative d’assassinat contre Fatah Hou dans le contexte de soupçons d’achats de votes par Serge Dassault à Corbeil-Essonnes, ou encore Isabelle S., victime d’une tentative d’avortement forcé par Cheb Mami).
À partir de 2016, elle défend à plusieurs reprises l'artiste Deborah De Robertis à la suite de ses performances dénudées dans des musées ou des lieux publics.
Elle est l'avocate du comédien Philippe Caubère, accusé de viols en 2018. L'affaire est classée sans suite. Elle obtient ensuite la condamnation de son accusatrice pour diffamation en 2021.
Fin 2020, Marie Dosé et son confrère Ludovic Rivière sont missionnés par l’ONG Avocats sans frontières et Olivier Cousi, le bâtonnier du barreau de Paris pour se rendre dans le nord-est syrien et témoigner de la situation des femmes françaises et de leurs enfants retenus dans les camps de Roj[source insuffisante].
En 2022, Marie Dosé et son confrère Laurent Pettiti obtiennent la condamnation de la France par la grande chambre de la Cour européenne des droits de l'homme (CEDH), la Cour considérant comme « arbitraire » le refus de la France de rapatrier deux femmes et trois enfants français prisonniers dans les camps du nord-est syrien[source insuffisante]. Elle est particulièrement impliquée publiquement et les médias la citent sur cet enjeu.
La même année, elle défend un des accusés, Ali Oulkadi, au procès des attentats du 13 novembre 2015. En septembre, elle assure la défense de Julien Bayou, démissionnaire de son poste de secrétaire national d'Europe Écologie Les Verts après une accusation de violences psychologiques par une ancienne compagne, Le 20 février 2025, elle annonce que la plainte pour harcèlement moral et abus de faiblesse déposée contre lui a été classée sans suite  pour « absence d’infraction », selon un avis de classement du parquet de Paris.
En décembre 2023, elle devient le conseil de l'écrivain Frédéric Beigbeder, placé en garde à vue à Pau après une accusation de viol, qui est classée sans suite en juillet 2024.
Courant 2024, elle devient le conseil du réalisateur Samuel Theis, placé sous le statut de témoin assisté à la suite d'une accusation de viol sur le tournage du film Je le jure, film à l'écriture duquel elle a collaboré. 

### Vie privée
Marie Dosé est mariée à l’écrivain Marc Villemain.

## Publications
- Éloge de la présomption d'innocence, coécrit avec Julia Minkowski, Éditions de l'Observatoire, 2025  (ISBN 1032933534)
- Deux générations, un barreau - Dialogue d'avocats sur un paysage judiciaire, coécrit avec Daniel Soulez-Larivière, Dalloz, 2023, 400p  (ISBN 2247207847)
- Éloge de la prescription, Éditions de l'Observatoire, 2021  (ISBN 979-10-329-2021-3). Prix du livre politique du Barreau de Paris, Prix littéraire du Barreau de Nice.
- Les Victoires de Daech - Quand nos peurs fabriquent du terrorisme, Plon, 2020  (ISBN 978-2-259-28277-2)
- Cour d’assises : quand un avocat et un juré délibèrent, coécrit avec Pierre-Marie Abadie, Dalloz, 2014  (ISBN 2247150209)[37] Dialogue inédit entre un avocat d’assises et un juré qui ont partagé le même procès criminel. Il aborde notamment les questions de l’influence des magistrats, des atteintes à la présomption d’innocence propres à certains effets d’audience, ou encore le poids de l’émotion dans la caractérisation de l’intime conviction.